# استان ماپوتو
استان ماپوتو (به لاتین: Maputo Province) یک منطقهٔ مسکونی در موزامبیک است که در موزامبیک واقع شده‌است. استان ماپوتو ۲۲٬۶۹۳ کیلومتر مربع مساحت و ۱٬۹۶۸٬۹۰۶ نفر جمعیت دارد.